# Сингулярность (фильм, 2017)
«Сингулярность» — швейцарский научно-фантастический фильм режиссёра Роберта Кубы, выпущенный в 2017 году.

## Сюжет
В 2020 году робототехническая компания VA Industries возглавляемая Элиасом Ван Дорном изобретает Кронос, суперкомпьютер, который должен положить конец всем войнам. Кронос решает, что человек сам виновен во всех войнах и решает с помощью роботов уничтожить человечество. Спустя 97 лет молодой человек Эндрю встречает девушку Калию, и вместе они пытаются найти последний город людей Аврору.
Калия очень быстро обнаруживает, что Эндрю на самом деле андроид. Позже выясняется, что и Авроры не существует. Но машины, создавшие Эндрю, не учли того, чем является любовь, и что она может быть свойственна не только людям.

## В ролях
- Джулиан Шэффнер : Эндрю Дэвис
- Джон Кьюсак : Элиас Ван Дорн
- Кармен Аргензиано : Дэмиен Уолш
- Эйлин Груба : Вероника Дэвис
- Джанни Мишель Вокер : Калия